# Maison Wellisch
La Maison Wellisch (en hongrois : Wellisch-ház) est un édifice situé dans le 13e arrondissement de Budapest.